# تانوشری دوتا
تانوشری دوتا (انگلیسی: Tanushree Dutta؛ زادهٔ ۱۹ مارس ۱۹۸۴) یک هنرپیشه، و مدل (شخص) اهل هند است. وی بین سال‌های ۲۰۰۴ تا ۲۰۱۰ میلادی فعالیت می‌کرد.
از فیلم‌ها یا برنامه‌های تلویزیونی که وی در آن نقش داشته‌است می‌توان به سرعت اشاره کرد.

## فیلم‌شناسی
فهرست برخی از فیلم‌هایی که تانوشری دوتا در آنها به ایفای نقش پرداخته‌است:
- سرعت
- ریسک
- تو عاشقم کردی
- طبل
- راما: منجی
- رقیب